# Марьянович, Мирко
Мирко Марьянович (серб. кир. Мирко Марјановић; 27 июля 1937, Книн — 21 февраля 2006, Белград) — сербский политик, премьер-министр Сербии с 1994 по 2000 год.

## Биография
Родился 27 июля 1937 года в многодетной рабочей семье с 7 детьми в городе Книне, где и окончил гимназию. У него было четыре брата и две сестры, его отец Душан работал на местной фабрике, а мать Мария была домохозяйкой.
В сезоне 1955-1956 года он играл на позиции нападающего за футбольный клуб HNK «Динара», базирующийся в Книне. Позже Марьянович переехал в Загреб, где учился в музыкальной академии, которую в итоге не закончил, потому что переехал жить в Белград. В 1960 году окончил экономический факультет Белградского университета, точнее, отделение микроэкономики. После окончания университета Марьянович вернулся в Книн, так как нашёл там работу в качестве супервайзера на заводе Tvik. Оттуда он продвинулся до должности финансового директора и в конечном итоге перешёл на металлургический завод в Зенице. В 1973 году он перевёлся в московский форпост «Прогресс». К 1976 году он быстро продвинулся по служебной лестнице и стал одним из директоров Progres. Он довольно успешно руководил сталелитейным подразделением компании в России, развивая впечатляющую сеть влиятельных друзей и деловых партнёров, таких как Виктор Черномырдин (позже ставший премьер-министром России) и Юрий Брежнев, сын Леонида Брежнева. Позже в 1979 году он был назначен генеральным директором «Прогресс» и занимал эту должность до своей смерти. С 1989 по 1994 год был президентом исполнительного совета ФК «Партизан». Одним из наиболее заметных его шагов на этом посту стало привлечение в клуб Предрага Миятовича в декабре 1989 года. Миятович, в то время молодой многообещающий игрок титоградского «Будучности», был очень близок к подписанию контракта с Хайдук Сплит, когда вмешался Марьянович и убедил его переехать в Белград. Покинув клуб, Марьянович был назначен почётным президентом «Партизана».

## Политическая карьера
Марьянович ранее был членом правящей партии СФРЮ до её роспуска в 1990 году, и вскоре после этого он стал членом Социалистической партии Сербии. Он быстро поднялся по служебной лестнице, и после парламентских выборов 1993 года Милошевич избрал его премьер-министром. Некоторые из законов, которые были приняты во время его правления, допускали репрессии в отношении профессоров, студентов и журналистов, не поддерживавших режим Милошевича.

Марьяновича по-прежнему считали простым простым продолжением Слободана Милошевича, который в то время занимал пост президента Югославии. Источники из высших эшелонов Социалистической партии Сербии Милошевича описали образ действий правительства Марьяновича в журнале «Европлянин»:
«Премьер–министр Марьянович что-то предлагает — министры не голосуют — а затем Марьянович просто завершает дело так, как было согласовано. Конечно, Марьянович ничего не предлагает и не делает выводов, предварительно не посоветовавшись с Милошевичем».
Заместитель премьер-министра Воислав Шешель косвенно подтвердил этот порядок работы, заявив, что заседания правительства всегда хорошо подготовлены и никогда не длятся дольше 15-20 минут. Этот двухлетний период широко рассматривается, как самый жестокий за время правления Милошевича. Правительство Марьяновича (с Шешелем в качестве заместителя премьер-министра) приняло два закона, которые критики считают самыми драконовскими законодательными актами в сербской политической истории: закон об университетах, который лишил Белградский университет автономии, открыв правительству возможность назначать профессоров, деканов и ректоров, а также как Закон об информации, направленный на ограничение деятельности средств массовой информации, финансируемых политическими врагами; несмотря на это, средства массовой информации сыграли заметную роль в государственном перевороте 5 октября 2000 года. Как и в свой первый срок на посту Марьянович снова отошёл на второй план, оставив в центре внимания более агрессивных членов своего кабинета, таких как заместитель премьер-министра Шешель и министр информации Александр Вучич.
После бульдозерной революции он ушёл в отставку 21 октября 2000 года и был заменён переходным правительством во главе с Демократической оппозицией Сербии (DOS), Социалистической партией Сербии (SPS) и Сербским движением обновления (SPO). Переходное правительство просуществовало до начала января 2001 года, когда после парламентских выборов 2000 года было избрано новое правительство.

## Смерть
Умер 21 февраля 2006 года вечером в Военно-медицинской академии в Белграде в возрасте 68 лет по неизвестным причинам.